# Улица Щербакова (Владикавказ)
Улица Щербакова — улица в городе Владикавказ, Северная Осетия, Россия. Находится в Иристонском муниципальном округе между улицами Братьев Щукиных и Ватутина. Начинается от улицы Братьев Щукиных.
Улицу Щербакова пересекает улица Серова. На улице Щербакова заканчивается переулок Осипенко.
Улица названа в честь активного участника Гражданской войны Константина Щербакова, расстрелянного белогвардейцами в 1919 году.
Улица образовалась в начале XX века. Впервые упоминается под названием Средне-Кузнечная улица в 1925 году в Перечне улиц Владикавказа. 22 октября 1925 года решением Президиума Владокрисполкома переименована в улицу Щербакова.
На улице несколько десятков лет каждые выходные дни действует «блошиный рынок».

## Источник
- Владикавказ. Карта города, 2011.
- Кадыков А. Н. Улицы, переулки, площади и проспекты г. Владикавказа: справочник. — Владикавказ: Респект, 2010. — С. 389—340. — С. 512 — ISBN 978-5-905066-01-6
- Торчинов В. А., Владикавказ., Краткий историко-краеведческий справочник, Владикавказ, Северо-Осетинский научный центр, 1999, стр. 91, 125, ISBN 5-93000-005-0